# شهر چارقیلیق
شهر چارقیلیق (به اویغوری: چاقىلىق بازىرى) و یا شهر رووچیانگ (به چینی: 若羌镇، به پین‌یین: Ruòqiāng zhèn) یک شهرک در جمهوری خلق چین است که در شهرستان چارقیلیق واقع شده‌است. شهر چارقیلیق ۸۹۷ متر بالاتر از سطح دریا واقع شده‌است.